# Lípa republiky (Suchdol)
Lípa republiky v Suchdole v Praze je významný strom, který roste v ulici Suchdolská před Základní školou Mikoláše Alše poblíž zastávky MHD Suchdol.

## Popis
Lípa roste vlevo od schodiště při hlavní ulici na zatravněné ploše. Obvod kmene má 138 cm (r. 2016), výšku 10 metrů a šířku koruny 8 metrů Její zdravotní stav je dobrý. Z nejbližšího okolí byly odstraněny keře, které vyrůstaly do koruny lípy a způsobily prosychání spodních větví. V databázi významných stromů Prahy je zapsaná od roku 2014.

## Historie
Lípa svobody byla vysazena 27. října 1968 na připomínku 50. výročí vzniku Československé republiky. Vysadili ji žáci 9. třídy, kteří poté převzali strom do své péče.

## Významné stromy v okolí
- Vrba zapomenutá
- Stromořadí lip srdčitých v Suchdole